# Chip Engelland
Arthur « Chip » Engelland, né le 9 mai 1961, est un entraîneur américain de basket-ball. Il est un des adjoints de l'entraîneur Gregg Popovich des Spurs de San Antonio de 2005 à 2022. C'est un expert en technique de tir à longue distance et s'occupe des joueurs ayant des difficultés au tir. Steve Kerr, Grant Hill, Shane Battier et Tony Parker ont été aidés par ce spécialiste.
Il a été aussi directeur du développement des joueurs des Nuggets de Denver avant de rejoindre les Spurs de San Antonio. Il a aussi créé une fondation Chip Shots, un camp de basket-ball pour aider les basketteurs de tous âges à améliorer leur tir.